# Walther Kleemann (Kreisdirektor)
Walther Kleemann (* um 1858; † 1929) war ein deutscher Verwaltungsbeamter.

## Leben
Walther Kleemann studierte an der Ruprecht-Karls-Universität Heidelberg. 1878 wurde er Mitglied des Corps Vandalia Heidelberg. Nach Abschluss des Studiums trat er in den Verwaltungsdienst des Reichslands Elsaß-Lothringen ein. Von  1898 bis 1901 war er Kreisdirektor des Kreises Thann, von 1901 bis 1906 des Kreises Gebweiler, von 1906 bis 1911 des Kreises Bolchen und von 1911 bis 1912 des Kreises Erstein. Im Ruhestand lebte er zuletzt bis zu seinem Tod 1929 in Freiburg im Breisgau.

## Auszeichnungen
- Ernennung zum Geheimen Regierungsrat[6]